# My Little Pony Tales
My Little Pony Tales är en amerikansk-kanadensisk animerad TV-serie från 1992, baserad på Hasbros populära leksaker My Little Pony. Originalspråk är engelska, men serien finns bland annat med svensk dubb.

## Handling
Serien kretsar kring de sju ponnyflickorna Starlight, Sweetheart, Melody, Bright Eyes, Patch, Clover och Bon Bon, som bor i Ponyland. Samtliga av dessa sju ponnyer är i runt 10-årsåldern, och precis som vilka barn som helst går de i skolan, spelar fotboll, bakar och har pyjamasparty. Serien behandlar etiska dilemman som uppstår exempelvis vid olycklig kärlek eller när vänner blir utanför.

## Figurer

### Huvudfigurer
Starlight
Svensk röst: Louise Raeder
Starlight är rosa med gul man och svans och har en fallande stjärna som märke på flanken. Hon drömmer om att bli lärare och är väldigt mån om att hennes vänner gör sitt skolarbete. Starlight arbetar på fritiden extra i glassbaren som även är samlingspunkten för de sex ponnytjejerna. Hon är förälskad i Ace, och går i ett avsnitt med i hans fotbollslag för att imponera på honom.
Sweetheart
Svensk röst: Maria Weisby
Sweetheart har rosa man och svans och har fyra rosa hjärtan på flanken. I övrigt är hon vit. Sweetheart är en väldigt mild och försiktigt ponny som alltid är vänligt sinnad, och hon är den enda tjejponnyn i klassen som lyckats komma nära tuffingen Teddy. Sweetheart är den enda som känner till hans hemlighet. Sweetheart bor med sina föräldrar och tre yngre systrar, och de har en katt vid namn Missan.
Melody
Hennes största dröm är att bli rockstjärna, och hon repar regelbundet med sitt band Pony Poppers, där hon är ledsångerska. Hennes största idoler är rockbandet The Cleveland Bays. Melody är mörkrosa med blå man och svans och med en mikrofon på sin flank. Hon bor med sin mamma, som jobbar som sjuksköterska, och med sina två småsystrar.
Bright Eyes
Svensk röst: Maria Weisby
Bright Eyes är en turkos ponny med orange man och svans. En symbol föreställande ett anteckningsblock och en penna pryder hennes flank. Bright Eyes är en klok och jordnära ponny som vill arbeta med naturen och uppleva andra kulturer. Hon är förälskad i den blyge ponnyn Lancer.
Patch
Svensk röst: Annelie Berg
Pojkflickiga Patch är beige med rosa man och svans, har gula ögon och ett tygmärke på flanken. Hennes största intressen är fotboll och "practical jokes"; hon går under smeknamnet "Skämtarnas kung" och hon drömmer om en framtid som clown. Hon är ändå snäll och i ett avsnitt skäller hon på Ace när han hånar Starlight för att hon misslyckas under en fotbollsträning. Patch är adopterad.
Clover
Svensk röst: Louise Raeder
Den klumpiga ponnyn Clover är en ljuslila ponny med rosa man och svans. Hon har en fyrklöver på flanken och hennes vänner avundas henne för att hon ofta har tur, men Clover ser sig själv som en otursfågel och tvivlar ofta på sig själv. Hon drömmer om att bli en graciös ballerina precis som storasystern Meadowlark, men sinkas av scenskräck.
Bon Bon
Svensk röst: Annelie Berg
Bon Bon är en gul, matglad ponny med lila man och svans. På hennes flank har hon en karamell som symbol, och bakning är ett av hennes största intressen. Hon hoppas på att bli världsberömd fotomodell när hon växer upp men är rädd för vad hennes vänner ska tycka om hennes framtidsplaner. Bon Bon bor med sin familj som består av mamma, pappa, en äldre syster och fyra yngre bröder, och hon känner sig ibland bortglömd bland sina syskon. Bon Bon skriver dagbok flitigt.

### Återkommande figurer
Ace
Svensk röst: Staffan Hallerstam
Ace är en beige, sportig pojkponny, med vit man och svans. Han älskar fotboll, vilket även är hans symbol på flanken. Ace är en ganska mallig ponny och Bright Eyes menar att "Ace gillar nog sig själv med än någon annan" , men han har även ett gott öga till Melody.
Lancer
Svensk röst: Dick Eriksson
Lancer är en blyg och tillbakadragen ponny. Han är mörkblå med karmosinröd man och svans och har en heraldisk lilja som symbol. Lancer är den av pojkarna som kommer bäst överens med flickorna, och ställer sig även på deras sida i avsnittet om saftkalaskriget. Han är förälskad i Bright Eyes men vet inte hur han ska visa sina känslor. Lancer är duktig på rullskridskor.
Teddy
Svensk röst: Staffan Hallerstam
Teddys man och svans är orange och hans man är formad som en tuppkam. Han är blå, och på flanken har han en svart kam som symbol. En accessoar han alltid bär med sig är ett par solglasögon. Teddy är klassens tuffing och han och Ace hittar ofta på bus tillsammans. Innerst inne är han dock en snäll kille, men den sidan av honom är det nästan bara Sweetheart som fått bevittna. Teddy sover med en teddybjörn men det är en hemlighet han inte vill att någon annan än Sweetheart ska få reda på.
Fröken Hackney
Svensk röst: Maria Weisby
Fröken Hackney är ponnyernas lärarinna. Hon är lila med man och svans i en ljusare nyans. Hon bär glasögon och har manen uppsatt i en knut. På flanken har hon svarta tavlan som symbol, med ett additionstal på. Fröken Hackney är en rättvis lärarinna som uppskattas av eleverna. Starlight ser upp till henne.